# لام
اللام "ل" هو الحرف الثالث والعشرون من حروف الأبجدية العربية، وهو مجهور متوسط ومخرجه من طرف اللسان ملتقياً بأصول الثنايا والرباعيات قريباً من مخرج النون، وقيمته (30) حسب نظام حساب الجمل.

## أشكال الحرف
| منفصل | أول الكلمة | منتصف الكلمة | آخر الكلمة |
| ----- | ---------- | ------------ | ---------- |
| ل     | لـ         | ـلـ          | ـل         |

## استخدامات في اللغة العربية
قال: أبو القاسم عبد الرحمن بن إسحاق الزجاجي:
| لام | اللامات إحدى وثلاثون لاماً | لام |

فالعاملة قسمان: جارة، وجازمة وزاد الكوفيون معنىً ثالثاً وهي اللام الناصبة للفعل
وغير العاملة فلها خمسة أقسام: (لام الابتداء – لام فارقة – لام الجواب- لام موطئة- لام التعريف).
أولاً (اللام الجارة)
ولها معان كثيرةٌ، وقد جمع لها مؤلف الكتاب من أقوال النحويين ثلاثين معنى:
1. الاختصاص نحو (الجنةُ للمؤمنين).
2. الاستحقاق نحو(النار للكافرين).
3. الملك نحو (المالُ لزيدٍ).
4. التمليك نحو (وهبتُ لزيدٍ ديناراً).
5. شبه الملك نحو (أدومُ لك ما تدومُ لي).
6. شبه التمليك نحو (والله جعل لكم من أنفسكم أزواجا).
7. التعليل نحو (زرتك لشرفك).
8. النسب نحو (لزيدٍ عمٌ).
9. التبيين وهي الواقعة بعد أسماء الأفعال والمصادر التي تشبهها مبينةً لصاحب معناها نحو (هيتَ لك) و(سقياً لزيد)، وتتعلق بفعل مقدر تقديره (أعني) وكذا المعلقة بـ (حب) في تعجب أو تفضيل نحو (ما أحبَّ زيداً لعمرو) و(والذين آمنوا أشدَّ حباً لله).
10. القسم نحو: ويلزمها فيه معنى التعجب نحو قوله: (للهِ يبقى على الأيامِ ذو حيدٍ بمشمخرٍّ به الظيانُ والآسُ).
11. التعدية: نحو قوله تعالى (فهبْ لي من لدنك وليا).
12. الصيرورة نحو (لدوا للموت وابنوا للخرابِ) وتسمى أيضاً لام العاقبة ولام المآل.
13. التعجب: نحو (يا للماء)، و(يا للعشب)، إذا تعجبوا من كثرته، ومنه قول الأعشى: «شبابٌ وشيبٌ وافتقارٌ وذلةٌ = فلله هذا الدهر كيف ترددا».
14. التبليغ: ولام التبليغ هي اللام الجارة اسم سامع القول أو ما في معناه: نحو (قلتُ له، فسرتُ له، أذنتُ له).
15. أن تكون بمعنى (إلى) لانتهاء الغاية كقوله تعالى: (سقناه لبلدٍ ميتٍ) أي إلى بلد و(بأنَّ ربك أوحى لها) أي إليها.
16. أن تكون بمعنى (في الظرفية) كقوله تعالى: (يا ليتني قدمتُ لحياتي) أي في حياتي، يعني الحياة الدنيا، والظاهر أن المعنى لأجل حياتي، يعني الحياة الآخرة ومن ذلك قوله تعالى: (ونضع الموازين القسطَ ليوم القيامة) أي في يوم القيامة.
17. أن تكون بمعنى (عن) وهي اللام الجارة اسمَ من غاب حقيقةً أو حكماً عن قول قائلٍ متعلق به كقوله تعالى: (قال الذين كفروا للذين آمنوا لو كان خيراً ما سبقونا إليه) أي عن الذين آمنوا.
18. أن تكون بمعنى (على) كقوله تعالى: (ويخرّون للأذقان) أي على الأذقان، وقول الشاعر: (فخرَّ صريعاً للدين وللفم)، وقوله تعالى: (وتلَّه للجبين) أي على الجبين.
19. أن تكون بمعنى (عند) كقولهم: (كتبته لخمسٍ خلون)، أي عند خمسٍ خلون، وقوله تعالى: (بل كذبوا بالحق لما جاءهم) أي عند مجيئهم.
20. أن تكون بمعنى (بعد) كقوله تعالى: (أقم الصلاة لدلُوكِ الشمس) أي بعد دلوك الشمس، وقول الرسول ﷺ: (صوموا لرؤيته، وأفطروا لرؤيته) أي بعد رؤيته.
21. أن تكون بمعنى (مع) كقول الشاعر: (فلما تفرقنا كأني ومالكاً= لطول اجتماع لم نبت ليلة معا) أي مع طول اجتماع.
22. أن تكون بمعنى (من) كقول جرير: (لنا الفضل في الدنيا وأنفك راغمٌ= ونحن لكم يوم القيامة أفضلُ) أي نحن منكم.

.
1. لام المستغاث به: وهي مفتوحةٌ كقول الشاعر: (فيا لَلناسِ للواشي المطاع)، ولا تكسر إلا مع ياء المتكلم، فإذا قلت يا لِي اُحتمل أن يكون مستغاثاً به، ومستغاثاً لأجله وقد أجاز ابن جني الوجهين.
2. لام المستغاث من أجله: وهي مكسورةٌ إلا مع المضمر فإذا قلت (يا لك) اُحتمل أن يكون مستغاثا به ومستغاثاً لأجله.
3. لام المدح: نحو (يا لك رجلاً صالحاً).
4. لام الذم: نحو (يا لك رجلاً جاهلاً).
5. لام (كي) نحو (جئتك لتكرمني) فهي لام جارة والفعل منصوب بأن المضمرة وإن مع الفعل في تأويل مصدر مجرور باللام وهذه اللام أيضاً هي لام التعليل.
6. لام الجحود: وهي الواقعة بعد (كان) الناقصة المنفية نحو: (ما كان الله ليذرَ المؤمنين).
7. أن تُزاد مع المفعول به بشرطين:
  1. أن يكون العامل متعدياً إلى واحد.
  2. أن يكون العامل قد ضَعُفَ بتأخره نحو (إن كنتم للرؤيا تعبِّرون).